# ムツゴロウ動物王国
ムツゴロウ動物王国（むつごろうどうぶつおうこく）は、ムツゴロウこと畑正憲が創設した動物と触れ合うための施設。
英語表記は "Mutsugoro Animal Kingdom".

## 沿革

### 北海道で開設
- 1972年、北海道厚岸郡浜中町に、「ムツゴロウ動物王国」（約450万平方メートル）を開園[1]。ただし、原則として非公開。
- 1979年、北海道標津郡中標津町に、「ムツ牧場」を建設。

### 東京ムツゴロウ動物王国
関東進出のための運営会社として、株式会社グローカル21が設立され、千葉県流山市への進出を計画したが、採算性や反対運動などで2003年はじめまでに頓挫した。その後、東京都あきる野市の東京サマーランド内に観光施設としての「東京ムツゴロウ動物王国」を、北海道時代の50分の1にあたる約9万平方メートルで開設することになる。
2004年7月28日、東京サマーランド内の敷地に「東京ムツゴロウ動物王国」を開園。一部のスタッフと動物だけを北海道に残し、事実上「ムツゴロウ動物王国」は東京都に移転する。非公開であった北海道時代とは異なり、一般の人に動物との触れあうことのできる施設となった。
しかし、集客が伸びず、サマーランドへの賃料や従業員の給与の支払いが滞納するなどし、運営会社である株式会社グローカル21は、2006年6月末にサマーランドから契約解除されて退去を求められ、同年7月15日に従業員を解雇し、2006年11月には破産した。その後、畑の経営するムツプロが暫定的に経営を引き継ぎ、東京ムツゴロウ動物王国の営業を継続した。しかし、2007年11月25日に、東京ムツゴロウ動物王国は正式に閉園した。

### 再び北海道へ
東京ムツゴロウ動物王国閉園後は、再び発祥の地である北海道の浜中町と中標津町へ移転した。
同王国では犬113匹、猫41匹、馬10頭が飼育されていたが、ほとんどの動物とスタッフも北海道へ戻った。